# El Mabrouk, Djiguenni
El Mabrouk är en kommun i departementet Djiguenni i regionen Hodh Ech Chargui i Mauretanien. Kommunen hade 8 793 invånare år 2013.